# Joseph Barber Lightfoot
Joseph Barber Lightfoot (Liverpool, 13 de abril de 1828 – Bournemouth, 21 de dezembro de 1889) foi um teólogo inglês e bispo de Durham. Ele é geralmente citado como J.B. Lightfoot.
É considerado o fundador e principal defensor da chamada "Escola de Cambridge" na controvérsia teológica provocada pela Escola de Tübingen no final do século XIX.

## Vida e obras
Ele nasceu em Liverpool, filho de um contador, e foi educado no King Edward's School, em Birmingham, sob James Prince Lee, o futuro bispo de Manchester. Entre seus contemporâneos estão Brooke Foss Westcott e Edward White Benson. Em 1847, Lightfoot foi para o Trinity College, em Cambridge, graduando-se juntamente com Westcott, e se tornou um associado da universidade. Entre 1854 e 1859 ele foi editor do Journal of Classical and Sacred Philology ("Jornal de Filologia Clássica e Sagrada"). Em 1857 ele se tornou tutor e sua fama como acadêmico cresceu. Ele foi apontado como professor de teologia (em inglês:  Norris-Hulse Professor of Divinity) em 1861 e, logo em seguida, capelão do príncipe consorte e capelão honorário da Rainha Vitória.
Em 1866, ele se tornou um pregador e, em 1871, um cânon da Catedral de São Paulo. Assim o descreveu o The Times após a sua morte:
| “ | ...seu caráter pessoal tinha enorme peso, mas sua posição de destaque dependia ainda mais do fato universalmente reconhecido de que sua crença na verdade cristã e sua defesa dela estavam apoiadas numa erudição tão sólida e ampla quanto poderia ser encontrada na Europa, e por uma mente não apenas de grande honestidade, mas também da mais alta capacidade científica. Sua influência universitária foi afirmada numa época em que as antigas crenças estavam sendo abaladas. As especulações desintegradoras de uma influente escola de crítica [teológica] na Alemanha[nota a] estava ganhando espaço entre os homens cultos da Inglaterra ao mesmo tempo que, como é geralmente o caso, a maré estava se voltando contra seu próprio país. O peculiar serviço prestado neste momento crítico pela "Escola de Cambridge" foi que, ao invés de contrapor uma mera oposição dogmática aos críticos de Tübingen, seus defensores os enfrentaram em seu próprio terreno; e, ao invés de argumentar se suas conclusões deveriam ou poderiam ser verdadeiras, eles simplesmente provaram que seus fatos e suas premissas estavam erradas. É uma característica de igual importância que o Dr. Lightfoot, assim como o Dr. Westcott, nunca discutiram estes assuntos somente pela controvérsia. Sempre foi patente que sua principal preocupação era a substância e a vida da verdade cristã e que todas as suas energias foram empregadas nesta busca por que ele estava, de corpo e alma, engajado nas verdades e fatos que estavam em jogo. Ele não se distraiu pela controvérsia a discutir assuntos menos importantes; e seu trabalho foi dedicado à elucidação positiva dos documentos sagrados sobre os quais a verdade cristã está preservada. | ” |

Em 1874, a publicação anônima de Walter Richard Cassels, "Supernatural Religion" ("Religião Sobrenatural"), causou enorme sensação. Numa série de artigos no periódico Contemporary Review, entre dezembro de 1874 e maio de 1877, Lightfoot tomou para si a tarefa de defender o cânone do Novo Testamento. Os artigos foram publicados em conjunto em 1889. Por volta desta época, ele estava também envolvido na famosa publicação de W. Smith, o Dictionary of Christian Biography and Dictionary of the Bible ("Dicionário de biografias cristãs e dicionário da Bíblia"), e também se juntou ao comitê que estava revisando a tradução para o inglês do Novo Testamento. Em 1875, ele sucedeu William Selwyn na cadeira de Lady Margaret (em inglês:  Lady Margaret's Professor of Divinity).
Ele já tinha escrito antes seus comentários sobre a Epístola aos Gálatas (1865), Epístola aos Filipenses (1868) e a Epístola aos Colossenses (1875). Estes comentários podem ser descritos, até certo ponto, como uma nova forma de exegese do Novo Testamento. Antes de Lightfoot, os comentários  eram compostos ou de curtas homilias sobre trechos do texto ou de tentativas de reforçar uma tese ou tentativas de de decidir, pelo engenho ou pela diligência, entre interpretações de comentaristas anteriores. Lightfoot buscou fazer seu autor interpretar a si mesmo e, considerando o pendor geral de seu argumento, descobrir o que ele queria dizer quando isto parecesse dúbio. Assim, ele muitas vezes foi capaz de reencontrar o significado de uma passagem que já estava há muito enterrada sob uma pilha de comentários contraditórios e fundou uma escola na qual a sobriedade e o senso comum foram adicionados à diligência e engenhosidade dos comentaristas antes dele.
Em 1879, Lightfoot foi consagrado bispo de Durham sucedendo Charles Baring. Ele teve tanto êxito nesta posição quanto já tinha tido como acadêmico e professor em Cambridge, e logo ele estava rodeado de estudantes. Ele tentou combinar seu hábito de estudo teológico com o trabalho administrativo que sua função requeria. Ele continuou a trabalhar em suas edições dos Pais Apostólicos e, em 1885, ele publicou uma edição das Epístolas de Inácio e Policarpo, colecionando também uma grande quantidade de valioso material para uma segunda edição das obras de Clemente de Roma, que foi publicado após a sua morte (a 1ª edição tinha sido em 1869). Sua defesa da autenticidade das epístolas de Inácio foi uma das mais importantes contribuições para uma difícil controvérsia. Este trabalho incansável acabou por afetar sua saúde e encurtou sua carreira em Durham. Ele nunca se casou e morreu em Bournemouth, sendo sucedido por Westcott, seu companheiro de estudos e amigo de longa data.

## Publicações
O corpus das obras de Lightfoot incluem ensaios sobre assuntos bíblicos e históricos, comentários sobre as epístolas paulinas e estudos sobre os Pais Apostólicos. Seus sermões foram publicados postumamente em quatro volumes oficiais e, adicionalmente, na série "Contemporary Pulpit Library".
- Joseph Barber Lightfoot (1890). Apostolic Fathers. Part I. (two vols) (em inglês). London: MacMillan and Co
- Joseph Barber Lightfoot (1885). Apostolic Fathers. Part II. (three vols) (em inglês). London: MacMillan and Co
- Joseph Barber Lightfoot (1891). Apostolic Fathers Abridged. (em inglês). London: MacMillan and Co
- Joseph Barber Lightfoot (1893). Biblical Essays (em inglês). London: MacMillan and Co
- Joseph Barber Lightfoot (1890). Cambridge Sermons (em inglês). London: MacMillan and Co
- Joseph Barber Lightfoot (1892). Dissertations on the Apostolic Age (em inglês). London: MacMillan and Co
- Joseph Barber Lightfoot (1889). Essays on Supernatural Religion (em inglês). London: MacMillan and Co
- Joseph Barber Lightfoot (1871). Fresh Revision of the English New Testament (em inglês). London: MacMillan and Co
- Joseph Barber Lightfoot (1895). Historical Essays (em inglês). London: MacMillan and Co
- Joseph Barber Lightfoot (1890). Leaders in the Northern Church (em inglês). London: MacMillan and Co
- Joseph Barber Lightfoot (1895). Notes on the Epistles of St. Paul from Unpublished Commentaries (em inglês). London: MacMillan and Co
- Joseph Barber Lightfoot (1890). Ordination Addresses (em inglês). London: MacMillan and Co
- Joseph Barber Lightfoot (1882). Primary Charge (em inglês). London: MacMillan and Co
- Joseph Barber Lightfoot (1869). St. Clement of Rome (em inglês). London: MacMillan and Co
- Joseph Barber Lightfoot (1865). Saint Paul's Epistle to the Galatians (em inglês). London: MacMillan and Co
- Joseph Barber Lightfoot (1875). Saint Paul's Epistles to the Colossians and Philemon (em inglês). London: MacMillan and Co
- Joseph Barber Lightfoot (1868). Saint Paul's Epistle to the Philippians (em inglês). London: MacMillan and Co
- Joseph Barber Lightfoot (1868). The Christian Ministry (em inglês). [S.l.: s.n.]
- Joseph Barber Lightfoot (1891). Sermons preached in St. Paul's (em inglês). London: MacMillan and Co
- Joseph Barber Lightfoot (1891). Special Sermons (em inglês). London: MacMillan and Co
- Joseph Barber Lightfoot (1892). The Contemporary Pulpit Library: Sermons by Bishop Lightfoot (em inglês). London: Swan Sonnenschein